# Po pierwsze nie szkodzić
Po pierwsze nie szkodzić – amerykański film obyczajowy z 1997 roku oparty na faktach.

## Główne role
- Meryl Streep – Lori Reimuller
- Fred Ward – Dave Reimuller
- Seth Adkins – Robbie Reimuller
- Allison Janney – Dr Melanie Abbasac
- Margo Martindale – Marjean
- Oni Faida Lampley – Marsha Williams
- Leo Burmester – Bob Purdue
- Tom Butler – Jim Peterson
- Mairon Bennett – Lynne Reimuller
- Michael Yarmush – Mark Reimuller

## Fabuła
Lori i Dave Reimullerowie są szczęśliwym małżeństwem. Lori wychowuje dzieci i jest gospodynią domową, Dave jest kierowcą ciężarówki. Ich szczęście nie trwa długo. Kiedy ich najmłodszy syn Robbie dostaje ataku epilepsji, ich sytuacja odwraca się. Koszty leczenia chłopca stale się zwiększają, rodziny nie stać na rachunki i grozi im utrata domu. Jakby było mało nieszczęść, terapia nie przynosi żadnych efektów poza skutkami ubocznymi. Lekarze decydują się na podjęcie ryzykownej operacji mózgu. Matka popada w rozpacz, sama zaczyna studiować literaturę na temat epilepsji, aż znajduje starą terapię za pomocą diety ketogenicznej, która nadal stosowana jest w szpitalu uniwersytetu Johnsa Hopkinsa w Baltimore...

## Nagrody i nominacje
Złote Globy 1997
- Najlepsza aktorka w miniserialu lub filmie tv – Meryl Streep (nominacja)

Nagroda Emmy 1997
- Najlepsza aktorka w miniserialu lub filmie tv – Meryl Streep (nominacja)

Nagroda Satelita 1997
- Najlepsza aktorka w miniserialu lub filmie tv – Meryl Streep (nominacja)